# Just Say Yes (canción de The Cure)
«Just Say Yes» es el trigésimo cuarto sencillo de la banda británica The Cure. El sencillo se lanzó inicialmente en el álbum Greatest Hits de 2001. La vocalista Saffron la canta a dúo junto con Robert Smith tras la disolución de su banda Republica.

## Lista de canciones
| CD promocional Reino Unido y Polonia |                                   |          |  |
| N.º                                  | Título                            | Duración |  |
| 1.                                   | «Just Say Yes»                    | 3:29     |  |
| 2.                                   | «Just Say Yes» (Acoustic Version) | 3:29     |  |

## Músicos
- Robert Smith - guitarra, voz, bajo de seis cuerdas, teclado
- Simon Gallup - bajo
- Perry Bamonte - guitarra
- Roger O'Donnell - teclado
- Jason Cooper - batería
- Saffron - voz